# Galesburg, Illinois
Galesburg je mesto v Okrožju Knox v ameriški zvezni državi Illinois.
Po popisu prebivalstva iz leta 2000 v naselju živi 33.706 ljudi na 44,2 km².